# Atractus resplendens
Atractus resplendens este o specie de șerpi din genul Atractus, familia Colubridae, descrisă de Werner 1901. Conform Catalogue of Life specia Atractus resplendens nu are subspecii cunoscute.